# Sèrie LG G
La Sèrie LG G és una línia d'alta gamma amb dispositius Android produïts per LG Electronics. La designació "G" es va introduir per primera vegada el 2012 com una branca de la Sèrie LG Optimus per a dispositius insígnia, però LG va anunciar al juliol de 2013 que el nom de "Optimus" seria interrompuda per futurs insígnia a favor del manteniment "G" i "Vu" com a marques diferents. El primer telèfon exclusivament de la marca G, el LG G2, es va donar a conèixer a l'agost de 2013.
Les primeres dos rellotges intel·ligents de LG, el LG G Watch i el LG G Watch R, també van formar part de la sèrie LG G. Començant pel LG Watch Urbane, LG va deixar caure la marca "G" del nom del dispositiu, eliminant així els rellotges de la sèrie G.

## Telèfons

### Linea del 2013
- LG Optimus G Pro
- LG G2
- LG G Pro Lite
- LG G2 Mini
- LG G Flex

### Linea del 2014
- LG G3
- LG G3 Stylus
- LG G3 S, també conegut com a LG G3 Beat, LG G3 Mini i LG G3 Vigor (AT&T, Sprint)
- LG G Pro 2
- LG Gx
- LG G Vista

### Linea del 2015
- LG G4
- LG G4c, també conegut com a LG Magna
- LG G4 Stylus, també conegut als Estats Units com LG G Stylo (Boost Mobile, Cricket Wireless, MetroPCS, Sprint Corporation, T-Mobile, Virgin Mobile)
- LG G4 Beat
- LG G4 Vigor, (Virgin Mobile Canada)
- LG G Flex 2
- LG G Vista 2

### Linea del 2016
- LG G5
- LG G5 SE
- LG G Stylo 2

### 2017: LG G6
LG va anunciar el LG G6 el 26 de febrer de 2017 com a successor del LG G5. Una variant d'aquest, anomenat LG G6+, va ser anunciat el 19 de juny de 2017.

### 2018: LG G7 ThinQ
El LG G7 ThinQ va ser anunciat oficialment el 2 de maig de 2018.

## Tauletes
- LG G Pad 7.0
- LG G Pad 8.0
- LG G Pad 8.3
- LG G Pad 10.1

## Rellotges
LG va produir una sèrie de rellotges intel·ligents; Tanmateix, només alguns d'ells porten la marca "LG G". Per exemple, el LG G Watch R és part de la sèrie LG G, mentre que el seu successor, el LG Watch Urbane, no porta la mateixa marca.

### LG G Watch
LG i Google van anunciar el LG G Watch basat en Android Wear el 25 de juny de 2014.
- Pantalla: 1.65" LCD amb resolució de 280x280 píxels
- Processador: Qualcomm Snapdragon 400
- Emmagatzematge: 4 GB
- RAM: 512 MB

### LG G Watch R
LG i Google van anunciar el LG G Watch R, també basat en Android Wear, el 25 d'octubre de 2014.
- Pantalla: pantalla circular de 1.3" P-OLED amb resolució de 320x320 píxels
- Processador: Qualcomm Snapdragon 400
- Emmagatzematge: 4 GB
- RAM: 512 MB